# Association coopérative de productions audio-visuelles
L'Association coopérative de productions audio-visuelles (ACPAV) est une coopérative de conception et de production de films et d'œuvres audiovisuelles. Formé le 18 janvier 1971 par onze cinéastes et enregistré officiellement le 6 février 1971, l'organisme sans but lucratif a pour but d'aider de jeunes artistes québécois dans leur démarche créatrice, dans le développement de longs et courts métrages, de documentaires, de séries, par la mise en commun des outils et des expertises.
En 1971, la Société de développement de l'industrie cinématographique canadienne (maintenant Téléfilm Canada) octroie une subvention à l'ACPAV pour ses opérations ainsi qu'un financement pour son premier projet de film. Ce projet culminera par la sortie du film Bulldozer de Pierre Harel en 1974.
En 1972, un premier long métrage est produit par la coopérative, La Vie rêvée de la cofondatrice Mireille Dansereau, premier long métrage de fiction réalisé par une femme dans le privé au Québec.
En 1981, la Cinémathèque québécoise consacre un numéro de sa revue Copie Zéro aux 10 ans de l'ACPAV.
Le 6 juin 2021, le Gala Québec Cinéma décerne à l'ACPAV le prix Iris-Hommage 2021 à l'occasion du cinquantième anniversaire de l'organisme.

## Filmographie
- 1972 : La Vie rêvée de Mireille Dansereau
- 1974 : Bulldozer de Pierre Harel
- 1974 : L'Infonie inachevée de Roger Frappier
- 1974 : Montreal Main de Frank Vitale
- 1976 : L'Absence de Brigitte Sauriol
- 1976 : Ti-Cul Tougas de Jean-Guy Noël
- 1976 : L'Eau chaude, l'eau frette d'André Forcier
- 1979 : Le Québec est au monde de Hugues Mignault
- 1980 : Les Grands enfants de Paul Tana
- 1983 : Lucien Brouillard de Bruno Carrière
- 1984 : La Femme de l'hôtel (en) de Léa Pool
- 1985 : Caffè Italia, Montréal (en) de Paul Tana
- 1985 : Elvis Gratton : Le King des kings de Pierre Falardeau et Julien Poulin
- 1988 : Les Portes tournantes de Francis Mankiewicz
- 1988 : La Ligne de chaleur (en) de Hubert-Yves Rose
- 1989 : Le Trou du diable (en) de Richard Lavoie
- 1990 : Le Party de Pierre Falardeau
- 1991 : Le Fabuleux Voyage de l'ange (en) de Jean Pierre Lefebvre
- 1992 : La Sarrasine (en) de Paul Tana
- 1993 : Cap Tourmente de Michel Langlois
- 1994 : Octobre de Pierre Falardeau
- 1998 : La Déroute (en) de Paul Tana
- 1999 : L'Erreur boréale de Richard Desjardins et Robert Monderie
- 1999 : Elvis Gratton II : Miracle à Memphis de Pierre Falardeau
- 2000 : La Femme qui boit de Bernard Émond
- 2001 : 15 février 1839 de Pierre Falardeau
- 2003 : 20h17 rue Darling de Bernard Émond
- 2004 : La Lune viendra d'elle-même (en) de Marie-Jan Seille
- 2004 : Elvis Gratton XXX : La Vengeance d'Elvis Wong de Pierre Falardeau
- 2005 : La Neuvaine de Bernard Émond
- 2006 : Rêves de poussière de Laurent Salgues
- 2007 : Contre toute espérance de Bernard Émond
- 2009 : La Donation de Bernard Émond
- 2010 : Trois Temps après la mort d'Anna de Catherine Martin
- 2011 : Le Vendeur de Sébastien Pilote
- 2012 : Tout ce que tu possèdes de Bernard Émond
- 2013 : Le Démantèlement de Sébastien Pilote
- 2014 : Les Loups de Sophie Deraspe
- 2015 : Le Journal d'un vieil homme de Bernard Émond
- 2015 : Ce qu'il faut pour vivre de Benoît Pilon
- 2018 : La Disparition des lucioles de Sébastien Pilote
- 2018 : Iqaluit de Benoît Pilon
- 2018 : Pour vivre ici de Bernard Émond
- 2019 : Antigone de Sophie Deraspe
- 2023 : Une femme respectable de Bernard Émond